# Centură de lestare

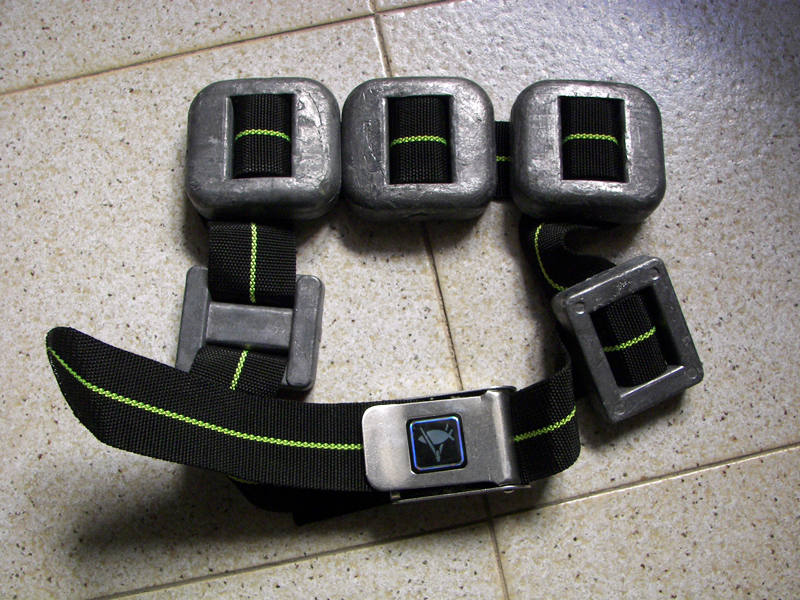
Centură de lestare cu plumb

Centura de lestare este o piesă de bază a echipamentului de scufundare folosită pentru contracararea flotabilității costumului din neopren și chiar a corpului scafandrului. Pe centura de lestare se pune lest format din mai multe greutăți din plumb.
Scafandrul echipat numai cu un costum umed complet are o flotabilitate pozitivă de aproximativ 9 kgf, el plutind la suprafața apei fără nici un efort și neputând pătrunde sub apă datorită suplimentului de flotabilitate adus de costum. 

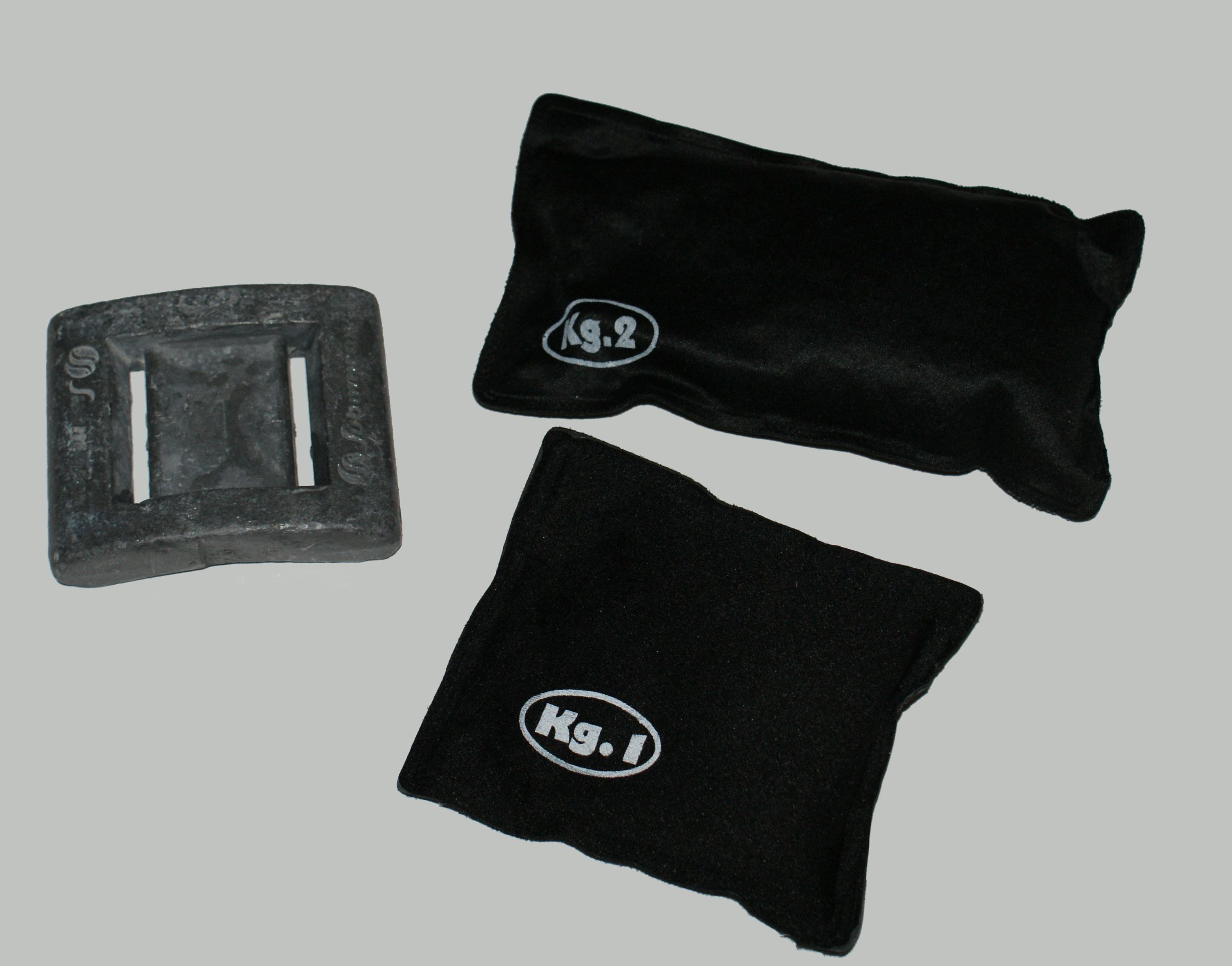
Greutate solidă și pungi pentru alice din plumb.

## Descriere
Stabilirea greutății centurii de lestare în vederea obținerii flotabilității nule a scafandrului pentru o anumită adâncime, se realizează prin determinarea greutății centurii la suprafața apei urmată de calculul greutății lestului pentru adâncimea de scufundare dorită.

### Descriere generală
La suprafața apei scafandrul trebuie să aibă o ușoară flotabilitate pozitivă când inspiră și o ușoară flotabilitate negativă când expiră.
Pentru obținerea unei flotabilități nule la o anumită adâncime, se pornește de la greutatea lestului determinată la suprafață, exprimată în kilogrameforță, care se împarte la presiunea corespunzătoare adâncimii de scufundare alese, exprimată în atmosfere, în scară absolută. De exemplu, dacă la suprafață este necesar un lest de plumb cu o greutate de 8 kgf, la adâncimea de 10 m (p = 2 ata) este necesară o greutate de 8 : 2 = 4 kgf, la adâncimea de 15 m (p = 2,5 ata) este necesară o greutate de 3,2 kgf, la 20 m (p = 3 ata) sunt necesare 2,7 kgf ș.a.m.d.

### Cazuri specifice
Când se fac scufundări în apă sărată, trebuie adăugate câteva kilograme în plus la centură datorită faptului că apa sărată are o densitate mai mare decât apa dulce și deci forța arhimedică este ceva mai mare. 
Greutatea de lest necesară anulării flotabilității pozitive este o problemă individuală, aceasta depinzând de factori cum ar fi vechimea și starea costumului umed, flotabilitatea proprie a corpului scafandrului, de experiența acestuia și de echipamentul folosit. 
Centura de lestare poate fi confecționată din nylon sau cauciuc. Nylonul este cel mai folosit și cel mai durabil iar cauciucul este mai elastic.
Cu ajutorul cataramei cu deschidere rapidă, centura poate fi largată rapid în caz de urgență. Această manevră trebuie efectuată cu atenție pentru a se evita agățarea centurii de lestare de o altă piesă de echipament (cuțit, labe etc.).